# Home Girl Journey
『Home Girl Journey』（ホーム ガール ジャーニー）は矢野顕子の19枚目のオリジナル・アルバム。2000年11月1日発売。発売元はEPIC RECORDS。

## 概要
ピアノ弾き語りシリーズの3枚目にあたる。
録音はニューヨーク郊外の矢野のプライベートスタジオで行われた。
矢野が本作で取り上げた楽曲それぞれに対してのライナーノーツが収載されている。

## 収録曲
1. Paper Doll
  - 作詞・作曲：山下達郎
  - 山下達郎の曲のカバー。原曲は『GO AHEAD!』に収録。
2. 会いたい気持ち
  - 作詞・作曲：大貫妙子
  - 大貫妙子の曲のカバー。
  - 原曲はシングル『春の手紙』及びアルバム『Shooting star in the blue sky』に収録。
3. 赤いクーペ
  - 作詞：谷川俊太郎　作曲：小室等
  - 小室等の曲のカバー。原曲は『時間のパスポート』に収録。
4. 海辺のワインディング・ロード
  - 作詞・作曲：忌野清志郎
  - RCサクセションの曲のカバー。原曲は『HEART ACE』に収録。
5. 雷が鳴る前に
  - 作詞・作曲：槇原敬之
  - 槇原敬之の曲のカバー。原曲はアルバム『君は僕の宝物』に収録。
6. しようよ
  - 作詞：森浩美　作曲：Jimmy Johnson
  - SMAPのシングル曲のカバー。
7. ニットキャップマン
  - 作詞：糸井重里　作曲：岡田徹
  - ムーンライダーズのシングル曲のカバー。
  - 原曲は『Bizarre Music For You』に収録。原曲に矢野がバックボーカルで参加している。
8. 夢を見る人
  - 作詞・作曲：田島貴男
  - ORIGINAL LOVEのシングル曲のカバー。原曲はアルバム『RAINBOW RACE』に収録。
9. Photograph
  - 作詞・作曲：辻睦詞
  - Oh! penelopeの曲のカバー。原曲はミニ・アルバム『Photograph』に収録。
10. 世界はゴー・ネクスト
  - 作詞：サエキけんぞう　作曲：窪田晴男
  - パール兄弟の曲のカバー。原曲は『パールトロン』に収録。
11. 遠い町で
  - 作詞・作曲：宮沢和史
  - 宮沢和史の曲のカバー。原曲は『Sixteenth Moon』に収録。
12. Home Girl Journey
  - 作曲：矢野顕子
  - Instrumental。
13. さようなら
  - 作詞：谷川俊太郎　作曲：谷川賢作
  - 谷川賢作が所属するバンド「DiVa」の曲のカバー。原曲はアルバム『そらをとぶ』に収録。
14. 在広東少年
  - 作詞・作曲：矢野顕子
  - リメイク（セルフカバー）。
  - 原曲はシングル『春咲小紅』及びアルバム『ごはんができたよ』に収録。
15. さすらい
  - 作詞・作曲：奥田民生
  - 奥田民生のシングル曲のカバー。原曲は『股旅』に収録。